# Mumias
Mumias (o Mumia's) és una ciutat kenyana de la província de l'oest. La ciutat està comunicada per carretera amb Kakamega (est), Busia (oest), Bungoma (nord) i Butere (sud). La ciutat té un club de futbol, el Mumias Sugar FC, un dels millors del país.